# Garypinus afghanicus
Garypinus afghanicus es una especie de arácnido del orden Pseudoscorpionida de la familia Olpiidae.

## Distribución geográfica
Se encuentra en Afganistán y en Irán.